# Epipsilia fasciata
Epipsilia fasciata är en fjärilsart som beskrevs av Feichtenberger 1962. Epipsilia fasciata ingår i släktet Epipsilia och familjen nattflyn. Inga underarter finns listade i Catalogue of Life.